# Black Eagle (tanque)
Black Eagle  (em russo: Чёрный Орёл, Chyornyh Oryol, ou Obyekt 640) foi um protótipo de um carro de combate pesado produzido na Federação Russa, baseado no chassis do T-80. O projeto foi eventualmente abandonado pelo governo da Rússia mas, segundo fontes, a empresa Uralvagonzavod continua desenvolvendo este veículo por conta própria.

## Descrição

Detalhes do Black Eagle

Também conhecido como T-12UM1 este projeto de carro de combate foi aparentemente uma tentativa de desenvolvimento do tanque T-80 fabricado em Omsk na Rússia.
Tradicionalmente a fábrica que produziu o T-64 e o T-80 foi responsável pela apresentação dos projetos considerados mais inovadores no tempo da antiga União Soviética.
O T-64 com a sua suspensão inovadora ou o T-80, com o seu motor utilizando turbina e desperdiçando potência são demonstrações disso.
Porém, se por um lado a inovação foi a tónica, os resultados não parecem ter sido os melhores.
Tanto o T-64 como posteriormente o T-80 foram considerados muito caros e complicados de fabricar e resultaram em projetos simplificados respectivamente o T-72 para substituir o T-64 e o T-90 como substituto do T-80.
Contra a norma até aqui vigente a empresa Omsk com o seu Black Eagle apresentou o que parece ser uma modernização radical do tanque T-80, mantendo no entanto grande parte das características do modelo que lhe dá origem.
Ao contrário do que ocorreu no passado a Transmash Omsk parece seguir agora o caminho mais conservador que deu bons resultados aos técnicos concorrentes da fábrica de Uralvagonzavod em Nizhny-Tagil.
O Black Eagle parece ser um T-80 com uma torre redesenhada e com um perfil balístico ainda mais apurado, tentando assim ultrapassar um problema que sempre foi apontado aos tanques russos, a blindagem ligeira.
Continua a ser utilizado um carregador automático e o tanque tem apenas três tripulantes.
O projeto foi cancelado pelo governo russo em 2001, mas a Uralvagonzavod teria continuado com seu desenvolvimento por conta própria.

## Ligações Externas
- Vasiliy Fofanov's Modern Russian Armour - click "Black Eagle MBT" in the links in the left-hand frame.
- Black Eagle MBT - at Eugene Yanko in association with Omsk VTTV Arms Exhibition and Military Parade JSC